# Zakriž
Zakriž este o localitate din comuna Cerkno, Slovenia, cu o populație de 179 de locuitori.